# 达拉大桥

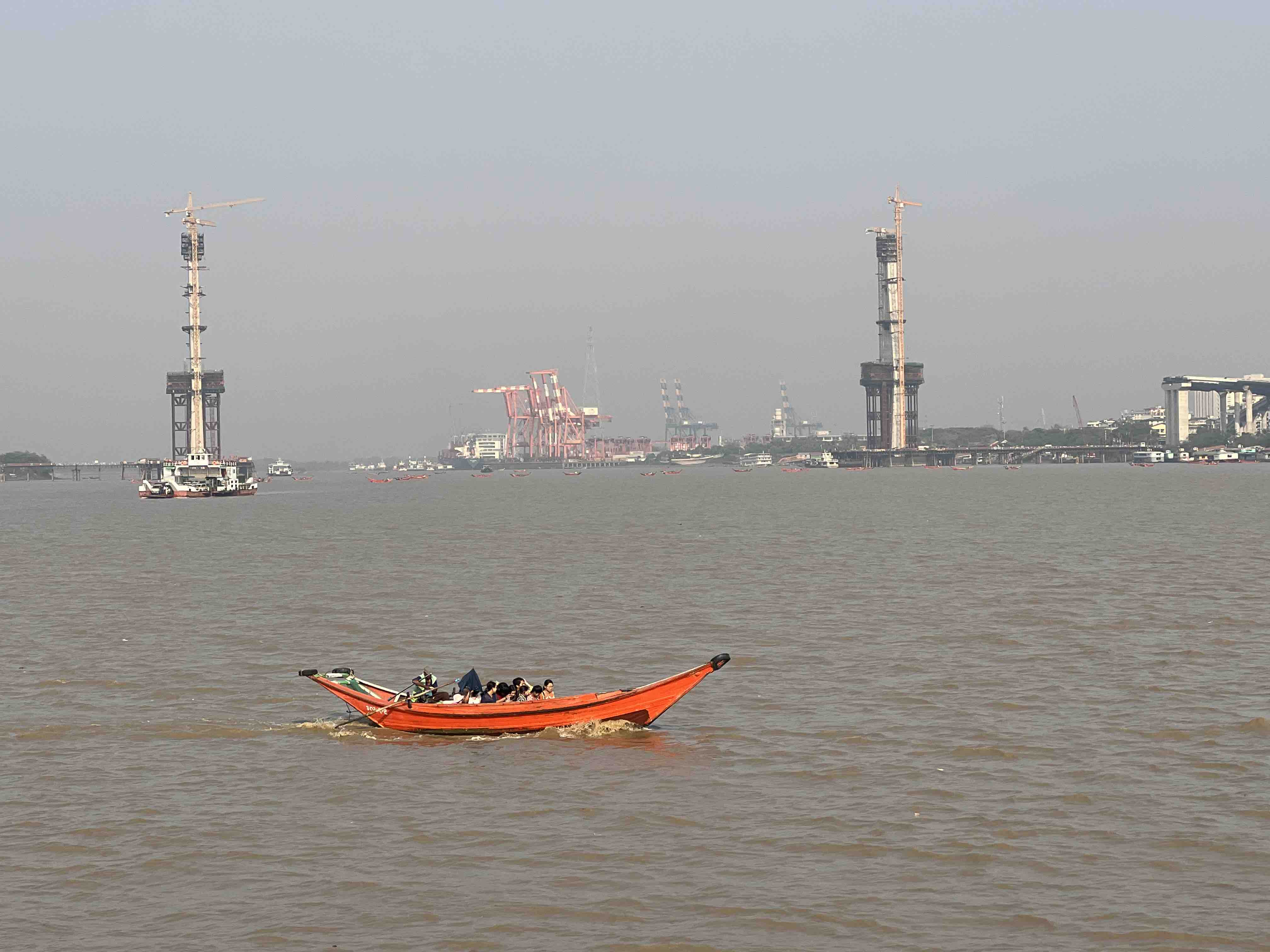
从仰光河看达拉大桥建设项目（2024年3月）

达拉大桥（另译德拉大桥，又称韩缅友谊大桥，是一座位于仰光的桥梁，该桥连接蘭瑪多鎮區的Pongyi路和达拉镇区Kamar Kasit街区的波敏杨路，横跨仰光河，是缅甸最大、最长的钢斜拉桥。2018年12月24日，该桥的第一个桥墩铺设并开始施工。因2019冠状病毒病爆发和2021年緬甸軍事政變，该桥的建设不得不暂停了一段时间。
全桥工程造价为韩国贷款1.37亿美元，缅方出资3034.1万美元，工程总价值1.68亿美元，由中国土木工程集团有限公司下属中土缅甸有限公司承建。